# Zdzisław Władysław Gogola
Zdzisław Władysław Gogola OFM Conv. (ur. 18 lipca 1950 w Ołpinach) – polski franciszkanin konwentualny, prezbiter, historyk, profesor nauk humanistycznych.

## Życiorys
Zdzisław Władysław Gogola urodził się w Ołpinach, w rodzinie Stanisława i Franciszki z d. Niziołek 18 lipca 1950. Po zdaniu matury w Technikum Górnictwa Naftowego w Krośnie wstąpił do Zakonu Braci Mniejszych Konwentualnych, odbywając nowicjat w Łodzi-Łagiewnikach. Pierwszą profesję złożył 3 września 1972. Studia filozoficzno-teologiczne odbył seminarium duchownym macierzystej prowincji zakonnej w Krakowie w latach 1972–1978. Śluby wieczyste złożył 8 grudnia 1976, zaś święcenia kapłańskie przyjął 10 czerwca 1978. Stopień magistra teologii uzyskał na podstawie pracy Dzieje parafii Lubomierz przedstawionej na Katolickim Uniwersytecie Lubelskim w 1979. W latach 1982–1986 o. Gogola pełnił urząd magistra nowicjatu w Kalwarii Pacławskiej. Od 1986 był rektorem seminarium duchownego. W latach 1989–1996 był prowincjałem oraz przewodniczącym Konferencji Prowincjałów Franciszkańskich w Polsce. W 1995 podjął studia doktoranckie na Wydziale Historii Kościoła Papieskiej Akademii Teologicznej w Krakowie. Stopień doktora nauk humanistycznych uzyskał w 1999, habilitacja w 2010. W 2014 uzyskał tytuł profesora nadzwyczajnego. Tytuł profesora tytularnego o. Gogola uzyskał w 2020. O. Gogola jest autorem licznym publikacji dotyczących historii Kościoła. Jako prowincjał zabiegał o beatyfikację oo. Zbigniewa Strzałkowskiego i Michała Tomaszka, do której doszło 5 grudnia 2015. W 2018 decyzją prezydenta Rzeczypospolitej Polskiej Andrzeja Dudy franciszkanin odznaczony został Srebrnym Krzyżem Zasługi. W 2021 senat uczelniany nadał o. prof. Gogoli medal „Zasłużony dla Uniwersytetu Papieskiego Jana Pawła II w Krakowie”.